# La Nuit des clowns
Pour plus de détails, voir Fiche technique et Distribution.
La Nuits des clowns (Clown In A Cornfield) est un film américain réalisé par Eli Craig et sorti en 2025. Il s'agit d'une adaptation du roman Un clown dans un champ de maïs d'Adam Cesare (en) publié en 2020,. Il met en scène Katie Douglas, Kevin Durand, Will Sasso, Cassandra Potenza et Aaron Abrams dans les rôles principaux.

## Synopsis
Quand Quinn emménage avec son père dans la petite ville de Kettle Spring, elle fait rapidement la connaissance de Frendo le Clown, la mascotte locale. Cette dernière est célébrée chaque été, lors d’une grande fête en son honneur. Mais la fête va rapidement tourner au cauchemar quand des adolescents commencent à disparaître, rendant bien réelles les légendes qui circulent autour de Frendo...

## Fiche technique
Sauf indication contraire, les informations mentionnées dans cette section peuvent être confirmées par les bases de données cinématographiques IMDb et Allociné,  présentes dans la section « Liens externes ».
- Titre original : Clown In A Cornfield
- Titre français : La Nuit des clowns
- Réalisation : Eli Craig
- Scénario : Carter Blanchard et Eli Craig , d'après le Un clown dans un champ de maïs (Clown In A Cornfield) d'Adam Cesare (en)
- Musique : Brandon Roberts et Marcus Trumpp
- Photographie : Brian Pearson
- Montage : Sabrina Pitre
- Production : Marty Bowen, John Fischer et Wyck Godfrey
- Société de production : Temple Hill Entertainment
- Distribution : SND (France), RLJE Films (États-Unis), Belga Films (Belgique), Elevation Pictures (Canada)
- Pays de production :  États-Unis
- Langue originale : anglais
- Genre : horreur (slasher)
- Durée : 96 minutes
- Dates de sortie[4] :
  - États-Unis : 10 mars 2025 (festival South by Southwest)
  - États-Unis : 9 mai 2025
  - France : 20 août 2025[5]
- Classification[6] :
  - États-Unis : R

## Distribution
- Katie Douglas : Quinn Maybrook
- Carson MacCormac : Cole
- Kevin Durand (VF : Guillaume Orsat) : Arthur Hill
- Will Sasso : le shérif Dunne
- Cassandra Potenza : Janet
- Aaron Abrams : Dr Maybrook
- Daina Leitold : Trudy
- Verity Marks : Ronnie
- Vincent Muller (VF : Clément Moreau) : Rust
- Cassandra Potenza : Janet
- Ayo Solanke : Tucker
- Alexandre Martin Deakin (VF : Kévin Goffette) : Matt

## Production
Une adaptation du roman  d'Adam Cesare (en) est annoncée en 2020, avant même la publication du livre. Les droits sont acquis par Temple Hill Entertainment. Eli Craig est ensuite engagé comme réalisateur, ainsi que pour adapter le roman en scénario avec Carter Blanchard. Marty Bowen et Wyck Godfrey sont ensuite annoncés à la production.

## Sortie et accueil

### Dates de sortie
Entertainment Film Distributors acquiert les droits de distribution pour le Royaume-Uni, Constantin Film pour l'Allemagne et la Suisse, SND pour la France, Belga Films (Belgique) ou encore Elevation Pictures pour le Canada.
Le film est présenté en avant-première le 10 mars 2025 au festival South by Southwest,. Aux États-Unis, il est ensuite distribué en salles (par RLJE Films) et sur la plateforme Shudder dès le 9 mai 2025.